# 倉敷市立美術館
倉敷市立美術館（くらしきしりつびじゅつかん）は、岡山県倉敷市中央二丁目にある倉敷市が運営する美術館である。

## 概要
1960年（昭和35年）6月11日竣工の旧倉敷市役所庁舎が市役所の移転に伴い不要になったのを、改修の上で1983年（昭和58年）11月 に「倉敷市立展示美術館」として開館。1987年（昭和62年）4月 「倉敷市立美術館」に改称し現在に至る。市立美術館開館に先立つ1980年（昭和55年）10月 に倉敷市玉島乙島出身の日本画家池田遙邨から自作489点が市に寄贈され、これが倉敷市立美術館のコレクションの基礎となっている。

### 美術館の建物（旧倉敷市役所庁舎）について
市立美術館の建物となった旧倉敷市役所庁舎は、1958年（昭和33年）に倉敷市の都市構想の一環として計画されたのを基にして、丹下健三の設計により建設された。1967年（昭和42年）2月1日 に倉敷・児島・玉島の三市合併で新倉敷市となった後も本庁舎として使用されていたが、1980年（昭和55年）6月 に新庁舎が完成すると移転。程なく池田遙邨から自作を受贈され、倉敷市児島出身で倉敷アイビースクエアを手がけた建築家浦辺鎮太郎の手によって改修されて開館に至った。
市立美術館の建物は、2020年（令和2年）8月に「旧倉敷市庁舎（倉敷市立美術館）」として国の登録有形文化財に登録されている。

## 開館時間
- 9:00~17:15 (入館は16:45まで)
- ただし、月曜日（休日の場合は翌日）と年末年始は休館。

## 交通アクセス
- 山陽本線・伯備線 倉敷駅から徒歩10分。
- 両備バス・下電バス 「大原美術館前」下車すぐ。
- 山陽自動車道 倉敷ICから5km。

## 出版
- 『倉敷市立美術館　池田遙邨と郷土作家』日本文教出版<岡山文庫>、2011年